# Shin Hye-jeong
Shin Hye-jeong (hangul: 신혜정), även känd som Hyejeong, född 10 augusti 1993 i Seoul, är en sydkoreansk sångerska och skådespelare.
Hon har varit medlem i den sydkoreanska tjejgruppen AOA sedan gruppen debuterade 2012. Som skådespelare har hon medverkat i ett flertal TV-draman.

## Diskografi

### Album
| Datum       | Albumtitel    | Topplacering          |
| Datum       | Albumtitel    | Sydkorea (Gaon Chart) |
| ----------- | ------------- | --------------------- |
| 19 jun 2014 | Short Hair    | 4                     |
| 11 nov 2014 | Like a Cat    | 3                     |
| 22 jun 2015 | Heart Attack  | 2                     |
| 16 maj 2016 | Good Luck     | 2                     |
| 2 jan 2017  | Angel's Knock | 3                     |

## Filmografi

### Film
| År   | Titel             | Roll     |
| ---- | ----------------- | -------- |
| 2017 | Mysterious Solver | Miss Kim |

### TV-drama
| År   | Titel                 | Kanal | Roll       |
| ---- | --------------------- | ----- | ---------- |
| 2012 | A Gentleman's Dignity | SBS   | cameoroll  |
| 2012 | Cheongdam-dong Alice  | SBS   | Han Se-jin |
| 2013 | The Blade and Petal   | KBS2  | Dal-ki     |